# Slo-Mo-Tion
«Slo-Mo-Tion» — другий сингл з восьмого студійного альбому гурту Marilyn Manson Born Villain. У грудні 2011 р. на шоу That Metal Show Менсон оприлюднив назву пісні. 22 серпня 2012 р. сингл видали для безкоштовного завантаження на сайті інтернет-лейблу RCRD LBL. Композиція також звучала в американському танцювальному телешоу «Гадаєш, ти вмієш танцювати?» (англ. «So You Think You Can Dance?»). 5 листопада 2012 на iTunes з'явився реміксовий макси-сингл.

## Відеокліп
27 червня 2012 р. через свою сторінку на Facebook лідер гурту повідомив про проведення зйомок кліпу. Через свій телефон виконавець змінив свій статус на «Знімаємо Slo-Mo-tion. --MM». 10 серпня на облікових записах у Твіттері та Фейсбуці з'явилися 4 світлини, одна з яких мала підпис «Just finished the slo-mo-tion moving picture show», що означав про закінчення зйомок.
21 серпня 2012 р. відбулась прем'єра відео. Режисер: Мерілін Менсон. У кліпі присутні Менсон, Твіґґі та актор Стів Літл. У відео фронтмен співає перед камерою в різному вбранні, з неоновою фарбою на обличчі, у деяких кадрах в оточенні різних людей, зокрема Стіва Літла зі штучними грудьми та жінок топлес. Кліп містить сцени, зняті уповільненою зйомкою. Наприкінці відео обривається на фразі «this is my beautiful show and everything is shot…», після чого показано лідера групи, який стоїть на даху будинку й цілиться з вогнепальної зброї у велосипедиста, що проїжджає вулицею.

## Список пісень
Цифровий сингл
1. «Slo-Mo-Tion» (Dirtyphonics remix) — 5:24

Промо-сингл
1. «Slo-Mo-Tion» (Radio Edit) — 3:30
2. «Slo-Mo-Tion» (Dirtyphonics Remix) — 5:25
3. «Slo-Mo-Tion» (Album Version) — 4:21
4. «Slo-Mo-Tion» (Instrumental Version) — 4:13

Реміксовий макси-сингл
1. «Slo-Mo-Tion» (Proxy Remix) — 3:46
2. «Slo-Mo-Tion» (Sandwell District Remix) — 6:41
3. «Slo-Mo-Tion» (Dirtyphonics Remix) — 5:24
4. «Slo-Mo-Tion» (Proxy Dub Remix)  — 3:46
5. «Slo-Mo-Tion» (Sandwell District Dub Remix) — 6:43
6. «Slo-Mo-Tion» (Album Version) — 4:24

## Чартові позиції
| Чарт (2013)         | Найвища позиція |
| ------------------- | --------------- |
| Canadian Rock Chart | 43              |